# Индийский алект
Индийский алект, или рыба-монетка (лат. Alectis indica), — вид лучепёрых рыб из семейства ставридовых.

## Описание

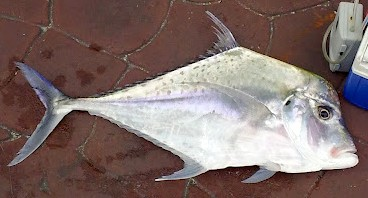
Взрослая рыба

Максимальный размер до 165 см, при максимальной массе 25 кг. Обычный размер составляет около 100 см. Молодые рыбы имеют почту округлую форму, с чрезвычайно длинными нитевидными лучами непарных плавников. Тело ромбовидной формы, высокое, сильно сжато с боков. Более или менее целиком покрытое очень мелкой, погруженной в кожу чешуёй. Предглазничная кость почти превышает диаметр глаза в 1,5—2 раза. Щитки на прямой части боковой линии несколько увеличены, костные, колючие. Рот с полосками мелких зубов на челюстях, сошнике, нёбных и языке. Жаберные тычинки умеренной величины; их количество 8—10 + 21—25. Пилорических придатков 260. Хвостовой стебель узкий, хвостовой плавник широко вильчатый. Первый спинной плавник слабо развитый, колючие лучи рудиментарные и короткие, исчезают с возрастом. Мягкий спинной и анальный плавники сходны; первые 5—6 лучей каждого из этих плавников удлинены и нитевидные у молодых рыб, затем укорачиваются с возрастом. Брюшные плавники удлинённые у молодых рыб и короткие у взрослых. Грудные плавники имеют форму серпа.

## Ареал
Широко распространёны в Индо-Тихоокеанской области; в Тихом океане доходят на север до Тайваня и почти до Шанхая.

## Синонимы
В синонимику таксона входят следующие биномены:
- Alectes indicus (Rüppell, 1830)
- Alectis indicus (Rüppell, 1830)
- Carangoides gallichthys Bleeker, 1851
- Gallichtys  chevola Cuvier, 1833
- Gallichtys major Cuvier, 1833
- Hynnis insanus Valenciennes, 1862
- Hynnis momsa Herre, 1927
- Scyris indicus Rüppell, 1830
- Seriolichthys indicus (Rüppell, 1830)